# Rajd Hessen 1974
Rajd Hessen 1974 (23. Int. ADAC Rallye Hessen) – 23 edycja rajdu samochodowego Rajd Hessen rozgrywanego w Niemczech. Rozgrywany był od 24 do 26 maja 1974 roku. Była to dziesiąta runda Rajdowych Mistrzostw Europy w roku 1974 oraz trzecia runda Rajdowych Mistrzostw Niemiec.

## Klasyfikacja rajdu
| Miejsce                                          | Kierowca                                         | Pilot                                            | Samochód                                         | Czas                                             | Strata                                           |                                                  |
| Klasyfikacja generalna, ERC i mistrzostw Niemiec | Klasyfikacja generalna, ERC i mistrzostw Niemiec | Klasyfikacja generalna, ERC i mistrzostw Niemiec | Klasyfikacja generalna, ERC i mistrzostw Niemiec | Klasyfikacja generalna, ERC i mistrzostw Niemiec | Klasyfikacja generalna, ERC i mistrzostw Niemiec | Klasyfikacja generalna, ERC i mistrzostw Niemiec |
| ------------------------------------------------ | ------------------------------------------------ | ------------------------------------------------ | ------------------------------------------------ | ------------------------------------------------ | ------------------------------------------------ | ------------------------------------------------ |
| 1.                                               | Walter Röhrl                                     | Jochen Berger                                    | Opel Ascona 1.9 SR                               | 2:00:36                                          | 0.0                                              |                                                  |
| 2.                                               | Lars Carlsson                                    | Peter Petersen                                   | Opel Ascona 1.9                                  | 2:05:42                                          | +5:06                                            |                                                  |
| 3.                                               | Ove Andersson                                    | Arne Hertz                                       | Toyota Corolla                                   | 2:06:47                                          | +6:11                                            |                                                  |
| 4.                                               | Horst Rack                                       | Helmut Köhler                                    | Porsche 911 Carrera RS                           | 2:08:12                                          | +7:36                                            |                                                  |
| 5.                                               | Klaus Fritzinger                                 | Henning Wünsch                                   | Toyota Celica                                    | 2:08:44                                          | +8:08                                            |                                                  |
| 6.                                               | Peter Brink                                      | Wolf Otto Weitekamp                              | Porsche 911 Carrera                              | 2:09:16                                          | +8:40                                            |                                                  |
| 7.                                               | Heinz-Walter Schewe                              | Peter Linzen                                     | Porsche 911 Carrera                              | 2:09:25                                          | +8:49                                            |                                                  |
| 8.                                               | Jochi Kleint                                     | Willi-Peter Pitz                                 | Ford Capri 2600 RS                               | 2:09:28                                          | +8:52                                            |                                                  |
| 9.                                               | Wolfgang Hauck                                   | Horst Blesinger                                  | Porsche 911 Carrera                              | 2:10:26                                          | +9:50                                            |                                                  |
| 10.                                              | Reiner Altenheimer                               | Willy Schleim                                    | Porsche 911 Carrera                              | 2:10:27                                          | +9:51                                            |                                                  |